# Osiedle Bema (Białystok)
Osiedle Bema – osiedle Białegostoku położone na południe od centralnej części miasta. Nazwa pochodzi od gen. Józefa Bema.

## Obiekty i tereny zielone
- Areszt Śledczy
- Podlaski Oddział Straży Granicznej
- Urząd Miejski w Białymstoku - Zarząd Białostockiej Komunikacji Miejskiej
- Zajezdnia autobusowa
- Straż Miejska
- Wojewódzki Urząd Pracy
- Zespół Szkół Handlowo-Ekonomicznych im. Mikołaja Kopernika
- Szkoła Podstawowa nr 34
- Okręgowy Urząd Miar
- Herbapol
- Hotel Titanic

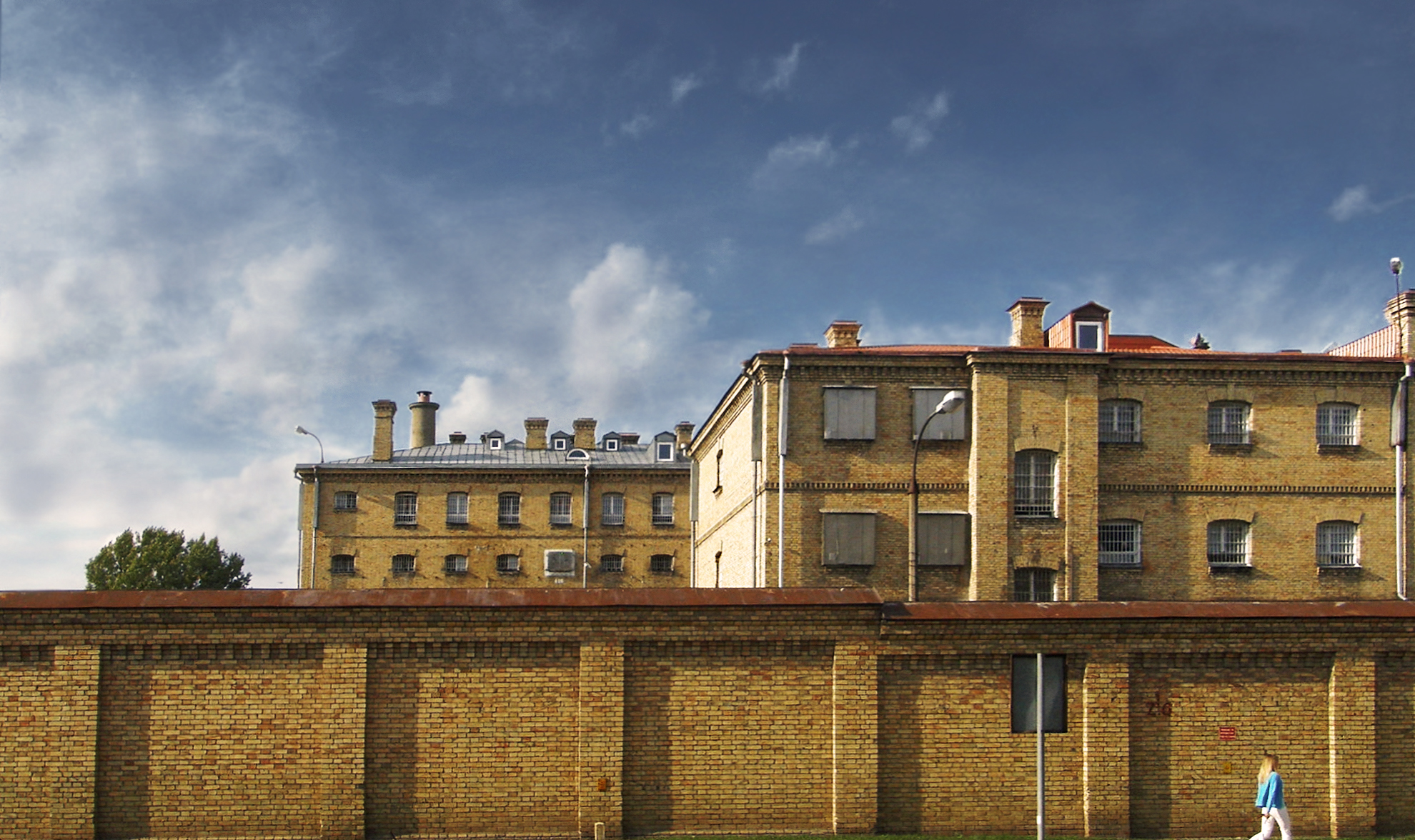
Areszt Śledczy Białystok
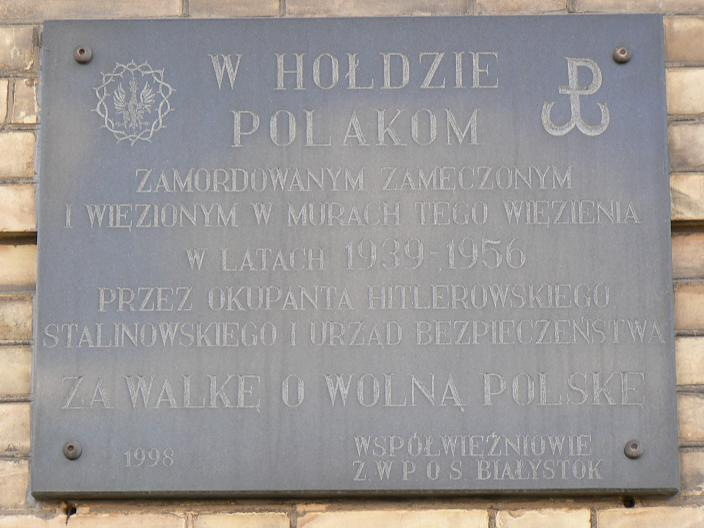
Tablica pamiątkowa na fasadzie aresztu
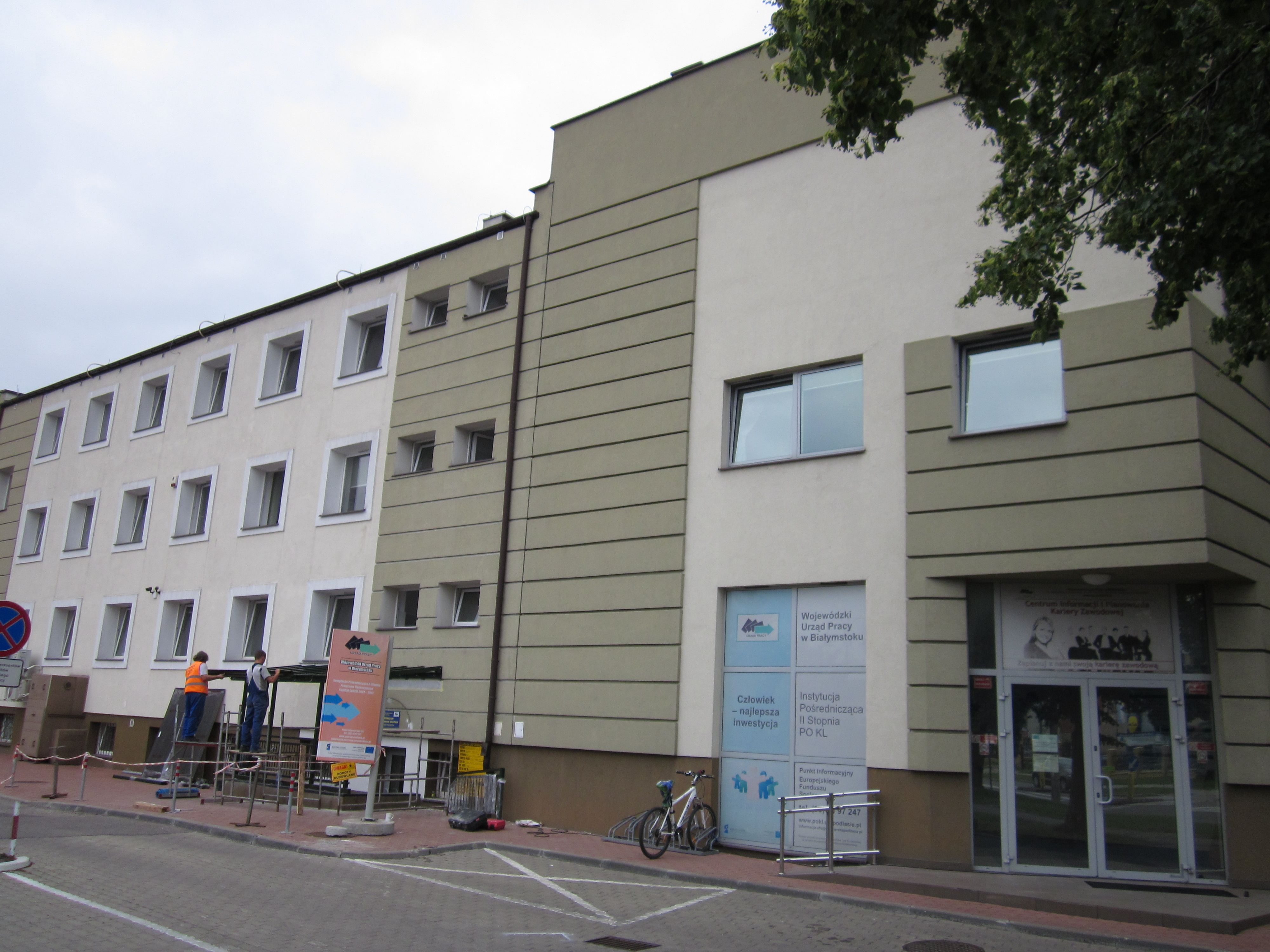
Wojewódzki Urząd Pracy
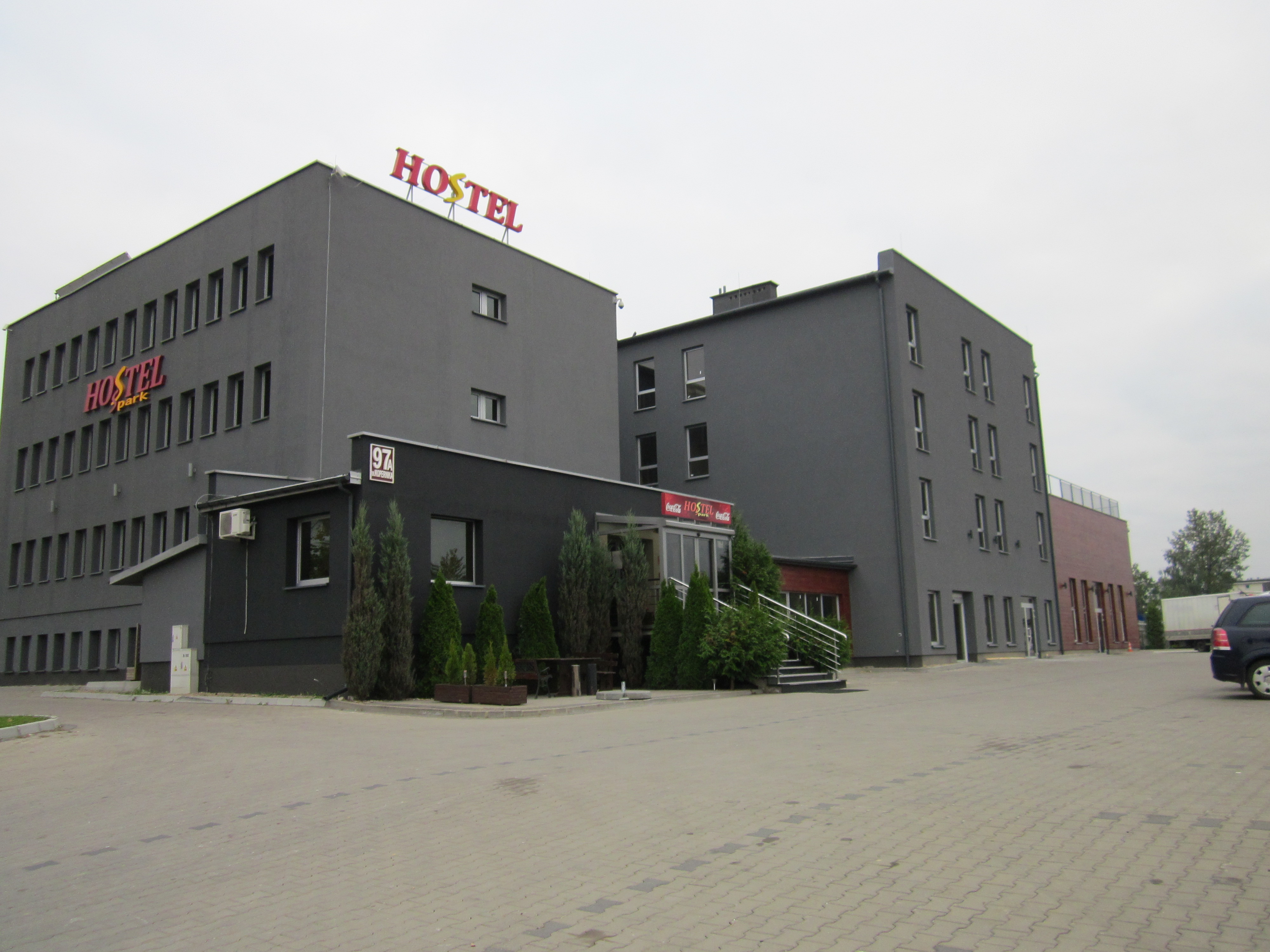
Hostel Spark

## Opis granic osiedla
Od ulicy Składowej ulicą M. Kopernika, ulicą Wiejską do ul. Pogodnej, ulicą Pogodną do Składowej.

## Ulice i place znajdujące się w granicach osiedla
Bydgoska, Celownicza, Gen. Józefa Bema – nieparzyste 75-105, parzyste 62A-100C, Kanonierska, Kopernika Mikołaja – nieparzyste, Kresowa, Lisia, Pińska, Pogodna-parzyste, Składowa – nieparzyste, Tęczowa, Wiejska – parzyste 8-12, Depowa, Zdrojowa.